# Железнодорожный вокзал Туркестана
Железнодорожный вокзал Туркестана — пассажирский терминал железнодорожной станции Туркестан. Был построен в 1903 году в период прокладки южной ветки железной дороги Оренбург—Ташкент. Входит в список памятников истории и культуры Казахстана республиканского значения.

## Архитектура
Первоначально вокзал находился на территории пристанционного посёлка. Здание вокзала возведено из жжёного кирпича на насыпном бутово-земляном основании. Включает в себя 3 основных зала: вестибюль, зал ожидания, ресторан (первоначально зал ожидания первого и второго классов) — и небольшие служебные помещения, расположенные по обе стороны коридоров, соединяющих залы. Функциональная значимость основных помещений здания выявлена на фасаде их повышенной высотой.
В постройке применены арочные проемы с вычурно изогнутыми решётками оконных рам, усложнённые профили поднимающихся над крышей парапетов — многочисленные гнутые декоративные детали, оформляющие фасады и интерьеры здания, в том числе экзотические ручки дверей, выполненные в виде головок слоников. В отделке фасадов здания использована кирпичная фактура стен, окрашенных красной краской с черной расшивкой швов, и белая гипсовая штукатурка деталей. Крыши оформляют многочисленные башенки, завершающиеся гнутыми из металлического бруска декоративными композициями. В интерьере всех помещений выполнены богатые настенные росписи, обновлённые в 1950 году.